# Сигнал из космоса
«Сигнал из космоса» — десятый студийный альбом российской рок-группы «Сплин», вышедший 22 сентября 2009 года после более чем двухлетнего перерыва. «Сигнал из космоса» состоит из 18 композиций и является рекордсменом среди всех альбомов группы по количеству песен. Музыкально пластинка мало похожа на предыдущие работы группы. Альбом посвящён сыну Александра Васильева, рождение которого оказало сильное влияние на создание пластинки. Презентация альбома перед широкой публикой состоялась 3 октября 2009 года в СК «Олимпийский».

## История создания
В альбом вошли новые песни, сочиненные за предыдущие два с половиной года. При этом записан он был всего за 10 дней, ещё 10 дней потребовалось на его сведение. Пластинка была записана на известной питерской студии «Добролет», где звукорежиссёром выступил А. Алякринский. Первоначально, по предложению группы «Аквариум» альбом сводился в Лондоне на «Livingston Studios». Однако после начала работы музыканты решили, что звучание сведенных песен их не устраивает и перенесли сведение в Санкт-Петербург.
Все песни были записаны штатным составом группы, однако, в альбом ещё вошло соло на трубе участника групп «Spitfire» и «Ленинград» Романа Парыгина. Также в записи участвовали перкуссионист «Markscheider Kunst» Кирилл Ипатов, девичий струнный квартет и детский хор, исполнивший свою партию в песне «Вниз головой».

А. Васильев так высказался о выборе названия для альбома: 
Всё крутилось вокруг темы космоса, это главная тема всех песен. Были разные названия – символы невесомости, они были близкими, но не совсем подходящими. А хотелось название, близкое к названию детской книжки, чтобы детям было интересно, потому что если детям это будет интересно, то и взрослые потянутся.
А. Васильев о песнях (StarChat.Ru):
«В альбоме 18 песен, все они посвящены одной и той же теме — как бы свалить с этой планеты».
1. «Настройка звука» — песня очень тяжкая по звуку и очень лёгкая по тексту — всего 3-4 строчки. Родилась на саундчеках.
2. «Дыши легко» — она на две части делится, первая часть — минорная, в ней как будто дышать нечем, а вторая — мажорная, там можно дышать всем, там счастье и релакс, там все расслабляются…
3. «Добро пожаловать» — космическая песня о прилете инопланетян или о рождении ребёнка на нашей планете (что примерно одно и то же). Собственно, и название пластинки «Сигнал из космоса» отсюда взято. В начале песни есть звук, напоминающий сигнал из космоса.
4. «Больше никакого рок-н-ролла» — эта песня первой была отдана на радио. Это автобиография. Речитатив со скрипичным квартетом.
5. «Вниз головой» — детская песня. «…это такой вальсок, это песня падающих листьев, это песня сбитого истребителя, это песня Алисы, которая падает в Страну Чудес, это песня человека, который испытывает радость и восторг от ускорения и не испытывает никакого сожаления от прощания с Земным шаром. Я тоже не испытываю никакого сожаления, когда прощаюсь с Земным шаром»
6. «Чердак» — тоже детская песня, мини-симфония 4-минутная, состоит из нескольких частей.
7. «Зелёная песня» — ещё один сигнал из космоса. В припеве есть строчка «Мы улетаем на другую планету». Все мысли об этом. Я вообще заметил, что если в 70-х годах людям хотелось свалить из страны, то в нулевых всем хочется свалить с планеты.
8. «Камень» — в группе все называют её триллером. Из-за её настроения, в первую очередь. Тоже речитатив.
9. «3007» — привет из будущего.
10. «Без тормозов» — фантасмагория — грузовик едет, едет, едет и в итоге разгоняется, чуть не сбивает человека, но в последний момент, чтобы этого не делать, улетает в небо. Вот этот сюжет тоже подходит под сигнал из космоса вполне.
11. «Корабль ждёт!» — очень хорошо был встречен на концертах из-за своего идиотизма. Это песня человека, озверевшего от абсурда существующего — капиталистического или как там его? — социалистического строя.
12. «Человек не спал» — продолжение песни «Корабль ждет!». Человеку всё так надоедает, что среди ночи он начинает орать на весь дом, прибегают полицейские и избивают его. Хеппи-энд практически.
13. «Ковчег» — идет следом, чтобы слегка разрядить обстановку. Была написана в ожидании рождения сына. Хотя в середине есть минорная часть, но жизнь без минора не обходится, а в целом очень мажорное произведение с индусскими мотивами.
14. «Выпусти меня отсюда» — бешеная песня после спокойного «Ковчега».
15. «Письмо» — лирика. Очень хорошо на концертах принимается. «Письмо» вообще — это триптих. Там есть вступление, есть основная часть, и после неё идет песня «Всё так странно».
16. «Всё так странно» — это завершение «Письма».
17. «Вальс» — блокадная колыбельная.
18. «До встречи» — настраивает слушателя на ожидание следующего альбома группы.

## Список композиций
Слова и музыка всех песен — Александр Васильев.
| №   | Название                      | Длительность |
| --- | ----------------------------- | ------------ |
| 1.  | «Настройка звука»             | 2:40         |
| 2.  | «Дыши легко»                  | 3:53         |
| 3.  | «Добро пожаловать!»           | 4:11         |
| 4.  | «Больше никакого рок-н-ролла» | 4:12         |
| 5.  | «Вниз головой»                | 3:05         |
| 6.  | «Чердак»                      | 4:07         |
| 7.  | «Зелёная песня»               | 3:30         |
| 8.  | «Камень»                      | 4:59         |
| 9.  | «3007»                        | 2:11         |
| 10. | «Без тормозов»                | 3:14         |
| 11. | «Корабль ждёт!»               | 2:44         |
| 12. | «Человек не спал»             | 2:52         |
| 13. | «Ковчег»                      | 3:32         |
| 14. | «Выпусти меня отсюда»         | 3:11         |
| 15. | «Письмо»                      | 2:29         |
| 16. | «Всё так странно»             | 2:03         |
| 17. | «Вальс»                       | 3:07         |
| 18. | «До встречи»                  | 4:22         |

## Стиль и влияние
Мне хотелось, чтобы каждая песня была мини-симфонией, чтобы она состояла из нескольких частей, чтобы в этих частях была разная гармония, а мелодия при этом перетекала из части в часть и была ломаной. В общем, чтобы все было странно, волшебно, небесно и не отсюда.

## Участники записи
Сплин
- Александр Васильев — голос, песни, гитара
- Вадим Сергеев — гитары
- Дмитрий Кунин — бас-гитара
- Николай Ростовский — клавиши
- Алексей Мещеряков — барабаны, перкуссия

В записи принимали участие:
- Роман Парыгин — труба (17)
- Илья «Пруль» Вымениц — перкуссия (12,18)
- Струнный квартет (4,6,13,17)
- Детский хор (5)

## Видеоклипы
| Год  | Клип                | Режиссёр                    |
| ---- | ------------------- | --------------------------- |
| 2009 | Корабль ждёт!       | —                           |
| 2009 | Дыши легко          | —                           |
| 2009 | Письмо              | —                           |
| 2009 | Вниз головой        | Иван Егоров, Ирина Матиенко |
| 2010 | Без тормозов        | —                           |
| 2010 | Выпусти меня отсюда | —                           |
| 2010 | Вальс               | —                           |

## Чарты
| Чарт | Высшая позиция |
| ---- | -------------- |
| 2M   | 1              |